# إلياس سورينسن
إلياس سورينسن (بالدنماركية: Elias Sørensen) هو لاعب كرة قدم دنماركي في مركز الهجوم، ولد في 18 سبتمبر 1999 في Sjunkeby ‏ في الدنمارك. شارك مع منتخب الدنمارك تحت 17 سنة لكرة القدم ومنتخب الدنمارك تحت 19 سنة لكرة القدم ومنتخب الدنمارك تحت 20 سنة لكرة القدم ومنتخب الدنمارك تحت 21 سنة لكرة القدم. أما مع النوادي، فقد لعب مع نادي كارلايل يونايتد ونيوكاسل يونايتد.